# Maladera parva
Maladera parva är en skalbaggsart som beskrevs av Moser 1908. Maladera parva ingår i släktet Maladera och familjen Melolonthidae. Inga underarter finns listade i Catalogue of Life.